# Coconuts Japan
Coconuts Japan Entertainment Co.,Ltd. (ココナッツジャパンエンターテイメント) foi uma desenvolvedora de jogos eletrônicos. Segue a lista de jogos publicados e desenvolvidos pela empresa.

## Lista de jogos
| Publicados                         | Publicados | Publicados      |
| Título do jogo                     | Data       | Plataforma      |
| ---------------------------------- | ---------- | --------------- |
| I Love Softball                    | 1989       | Famicom         |
| Amida                              |            | Game Boy        |
| King of Bowling                    |            | PlayStation     |
| King of Bowling 2                  |            | PlayStation     |
| King of Bowling 3                  |            | PlayStation     |
| Angel Graffiti S                   |            | Sega Saturn     |
| Action Pachio                      |            | Super Famicom   |
| World Cup Striker                  |            | Super Famicom   |
| Fighting Baseball                  | 1994       | Super Famicom   |
| Space Squash                       | 1995       | Virtual Boy     |
| Desenvolvidos                      |            |                 |
| Título do jogo                     | Data       | Plataforma      |
| Chi Chi's Pro Challenge Golf       |            | Sega Mega Drive |
| 1999: Hore, Mitakotoka! Seikimatsu | 1992       | Famicom         |
| American Dream                     | 1989       | Famicom         |
| Pachiokun FX                       |            | PC-FX           |
| Action Pachio                      |            | Super Famicom   |
| Striker                            | 1992       | Super Famicom   |
| World Cup Striker                  |            | Super Famicom   |